# Butheoloides cimrmani
Espèce
Butheoloides cimrmani est une espèce de scorpions de la famille des Buthidae.

## Distribution
Cette espèce est endémique de la région de la Volta au Ghana. Elle se rencontre vers Sogakope dans le district de Tongu sud.

## Description
Le mâle holotype mesure 23,2 mm.

## Étymologie
Cette espèce est nommée en l'honneur de Jára Cimrman.

## Publication originale
- Kovařík, 2003 : « Butheoloides cimrmani sp. n. from Ghana (Scorpiones: Buthidae). » Serket, vol. 8, no 3, p. 125-127 (texte intégral).